# Condado de Republic
O Condado de Republic é um dos 105 condados do estado americano de Kansas. A sede do condado é Belleville, e sua maior cidade é Belleville. O condado possui uma área de 1 866 km² (dos quais 10 km² estão cobertos por água), uma população de 5 835 habitantes, e uma densidade populacional de 3 hab/km² (segundo o censo nacional de 2000). O condado foi fundado em 27 de fevereiro de 1867.